# بيشوب ستورتفورد
بيشوب ستورتفورد (بالإنجليزية: .Bishop's Stortford F.C)‏ هو نادٍ لكرة القدم مقره في Bishop's Stortford، هارتفوردشير، بإنجلترا. هم حاليًا أعضاء في دوري إسثميان ويلعبون في وودسايد بارك.

## سجلات النادي
- أعلى اللاعبين ظهورًا: فيل هوبكنز، 543 مباراة.[1]